# Куринская
Куринская — станица в Апшеронском районе Краснодарского края России. Административный центр Куринского сельского поселения. Население — 1903 человек (2010).

## Варианты названия
- Куринка,
- Куринский,
- Куринское,
- Хадыженский,
- Хадыжинский (Куринский)[2].

## География
Станица расположена на реке Пшиш, при впадении в неё левого притока Кура, в горно-лесной зоне, в 14 км западнее города Хадыженск.
Мирнушка — речка, левый приток р. Пшиш в станице Куринской. Своё название речка получила в XIX веке в честь состоявшегося примирения между горцами, русскими и турецкими войсками.
Святой источник Илии Пророка находится недалеко от станицы Куринской (за х. Городок, на горе Илья). С его появлением связано чудо исцеления неизлечимого больного. Летом на праздник Илии Пророка к источнику съезжаются тысячи паломников. В течение ночи беспрерывно идет служба и читают молитвы.

### Улицы
- пер. Восточный,
- пер. Гаражный,
- пер. Зелёный,
- пер. Речной,
- пер. Родниковый,
- пер. Сиреневый,
- пер. Степной,
- ул. Горького,
- ул. Железнодорожная,
- ул. Зелёная,
- ул. Клубная,
- ул. Космонавтов,
- ул. Ленина,
- ул. Лесная,
- ул. Мира,
- ул. Мостовая,
- ул. Новицкого,
- ул. Октябрьская,
- ул. Подгорная,
- ул. Пушкина,
- ул. Шаумяна,
- ул. Шоссейная.

## История
Станица Куринская основана в 1864 году; в 1868 году преобразована в посёлок Хадыженский (Куринка); c 1920 года — село Куринское; не позже 1938 года — станица Куринская. Среди основателей станицы значительную часть составляли греки. Несмотря на переезд многих греков на историческую родину и в города края, их потомки до сих пор составляют до 10% населения станицы.
В 1909 году в станице была одна лавка, амбулатории не было. В этом же году началось строительство железной дороги. Всего населения было 325 человек. Начальная школа открылась в 1911 году.
После Гражданской войны в 1921 г. организована первая комсомольская ячейка, открыта изба-читальня. Первую автомашину жители увидели в 1926 г.
В станице до войны не было ни радио, ни телефонов. Жители узнали о наступлении фашистов, когда на железную дорогу бросили бомбу. В период оккупации весь район узнал о 17-летнем Валентине Прусакове. После настойчивых просьб он был зачислен в партизанский отряд имени Кирова. В начале октября 1942 г. Валентин отправился на задание, а в районе школы был схвачен фашистами. Пытали его жестоко, однако ничего не добились от парня. Тогда тупым ножом перепилили ему горло, прицепили табличку «Партизан» и выставили труп на обозрение местному населению, желая запугать всех способных на сопротивление.

## Население
| 2002 | 2010  |
| ---- | ----- |
| 1796 | ↗1903 |

## Транспорт
Железнодорожная станция Куринский на линии «Армавир—Туапсе».

## Известные уроженцы и жители
Виталий Мутко — министр спорта Российской Федерации.